# Erpresser (1929)
Erpresser ist ein deutscher Kriminal-Stummfilm aus dem Jahre 1929 mit Anton Pointner in der Hauptrolle eines Entführers. 

## Handlung
Lelia Hull lebt als Tochter eines Großindustriellen ein sorgloses Leben in Saus und Braus. Eines Tages aber wird sie entführt. Dahinter steckt eine kleine Bande, die von dem gerissenen Ganoven Fred Sprinter angeführt wird. Als die Lösegeldforderung zugestellt wird, zeigt sich Mr. Hull durchaus kooperativ, doch trotz der Zahlung kommt Lelia nicht auf freien Fuß. Derweil muss die junge Frau Höllenqualen durchleiden, nicht zuletzt weil der meist betrunkene und brutale Sprinter-Komplize Knoll, eigentlich von Haus aus ein Schuster, Lelia stets hinterherstellt. Als Knoll versucht sie zu vergewaltigen, grätscht Fred dazwischen und versucht, das Schlimmste zu verhindern. Zwischen den beiden Entführern kommt es daraufhin zu einer heftigen Rauferei. Schließlich gelingt es der Polizei mit Hilfe ihres Polizeihundes – ein Schäferhund namens „Greif“ – Lelia aufzuspüren und zu befreien.

## Produktionsnotizen
Erpresser, ein in seinen Mitteln sehr bescheidener Film, entstand unter dem Arbeitstitel Verbrecher im April 1929 in den Jofa-Ateliers, passierte die Zensur am 28. Mai desselben Jahres und wurde am 10. September 1929 in München gezeigt. Die Länge des mit Jugendverbot belegten Sechsakters betrug 1973 Meter. 
Heinrich Lisson übernahm die Aufnahmeleitung, die Bauten gestaltete Franz Seemann, der damit seine Tätigkeit als Filmarchitekt beendete.
Für den damaligen, 39-jährigen Filmdebütanten Arthur von Klein-Ehrenwalten, einen der Hauptdarsteller, war dies einer von lediglich drei Filmauftritten.

## Kritiken
Der Film fand kaum Beachtung in der Fachpresse. Nachfolgend zwei Bewertungen:
Josef Aubinger schrieb in der Deutschen Filmzeitung: “Man hat es verstanden, aus diesem einfachen Milieu sechs recht spannende und unterhaltende Akte zu fertigen. Das Drehbuch erzählt klar und gemeinverständlich die Vorgänge, und die Regie weiß allerlei Schönes aus dem Stoff herauszuholen. (…) Die Photographie kann gelobt werden, und auch die Bauten haben eine beachtliche Qualität.”.
Paimann’s Filmlisten kamen zu einer gänzlich gegensätzlichen Einschätzung. Hier heißt es: “Ein wenig logisches, roh gezimmertes Sujet, mit primitiven Mitteln inszeniert, auch die Darstellung mäßig. Nennenswerte Aufmachung ist nicht vorhanden, die Photographie nicht durchgehends auf der Höhe.”.